# Medier i Irland
Medier i Irland utgörs främst av TV, radio och tidskrifter.
Irlands tidningar läses dagligen av 91% av Irlands vuxna befolkning. Den brittiska pressen har en unik funktion i den Irländska mediasituationen, med ett stort utbud av brittiska upplagor och tidskrifter.
En undersökning visade att cirka 85% av de vuxna lyssnar på regionala och nationella radiostationer dagligen, vilket är mycket jämfört med de 60% som lyssnar på radio dagligen i Sverige. Raidió Telefís Éireann (RTÉ) är public service utsändaren på Irland och finansieras av reklam och licensavgifter. RTÉ driver två nationella TV-kanaler: RTÉ One och RTÉ 2, de äger också den större delen av all radio på Irland. RTÉ driver fyra nationella radiostationer: Radio 1, 2fm, RnaG och Lyric fm.

## Tidningar
Nyhetstidningar är mycket populära på Irland, 91% av de vuxna på Irland läser tidningar regelbundet. Irlands största tidning med flest exemplar i cirkulation är Sunday Independent med en upplaga på 187 999 exemplar. Trots att Irland har ett stort utbud av tidningar och ett stort antal exemplar varje dag, är dess mediestruktur väldigt liten jämfört med andra länder. Sveriges största tidning, Metro har över 525 000 exemplar dagligen.
De flesta av tidningarna på Irland ges ut i Dublin. Tidningarna skrivs oftast på Engelska men det kan ibland förekomma spalter på Iriska. Det finns flera dagstidningar på Irland, de största dagstidningarna är Irish Times och Irish Independent samt kvällstidningen Evening Herald. Den bäst säljande av dessa är Irish Independent, som publiceras på webben och i tidningsform. Det finns dessutom flera stora söndagstidningar, av vilka Sunday Independent och Sunday World är störst. Den ledande söndagstidningen är Sunday Independent som har över en miljon läsare varje vecka, detta är väldigt många med tanke på att det endast finns 1,25 miljoner hushåll på Irland. Sunday Independent publicerades för första gången 1905 som söndagsutgåvan av Irish Independent. Tidningen publiceras nu av Independent News Media, som är under kontroll av Denis O´Brien. Sunday World är Irlands andra största tidning med 162,938 tusen exemplar mellan januari och juni 2016. Sunday World var Irlands första kvällstidning. Den lanserades 1973 av Hugh McLaughlin och Gerry McGuinness. Tidningen publiceras av Sunday Newspapers Limited som är en del av Independent News Media. Irlands tredje största tidning och Irlands största dagstidning är Irish Independent med 102 537 exemplar sålda mellan januari och juni 2016. Tidningen startades 1905 som en direkt följd av Daily Irish Independent, och publiceras av Independent News Media. Independent News Media är en medieorganisation baserad i Dublin, Irland, med intressen i 22 länder på 4 kontinenter. Bolaget äger över 200 tryckta titlar, mer än 130 radiostationer och över 100 kommersiella webbplatser och är den ledande pressen i fem länder. Independent News äger 40% av pressen i landet.

## Television
TV kom för första gången till Irland 1949 följande öppnandet av högeffektiva BBC-sändare. De första sändningarna på ön började med sändningarna av brittiska BBC i Norra Irland då den började sända program 1953.
Teilifís Éireann, öppnade 1961 och är en Public service-sändare, detta följde med en andra kanal RTÉ Two, som är en underhållningskanal som drivs av Raidió Teilifís Éireann, som grundades i november 1978. TG4, som grundades 1996 och ägs av Teilifís na Gaeilge, och sände för första gången 1996 som en gratiskanal för allmänheten som riktar sig till iriska tittare. Den 20 september 1998 lanserade TV3 den första oberoende, kommersiella sändaren i Irland. Sedan 2000-talet har Irlands Television utökats och utvecklats, med lanseringen av Bubble Hits, 3e och Setanta Ireland.
Irlands största TV-kanal är RTÉ One HD ägs av Raidió Teilifís Éireann och hade 2016 19,9% av alla som tittade på TV på Irland. TV3 är Irlands andra största TV-kanal, och ägs av Virgin Media Ireland som är Irlands största leverantör av digital kabel-TV, 8,44% av alla som tittar på TV i Irland tittar på kanalen.

## Radio
Radion spelar en stor roll för människor som bor på irland. Licensierade radiosändningar utgör en stor del av all media på Irland. Mer än 80% av Irlands befolkning lyssnar på licensierad radio varje dag. Den första officiella radiostationen på ön var 2BE Belfast som började sända 1924. Den första radiostationen på Irland var 2RN Dublin som sände för första gången 1926. Raidió Teilifís Éireann (RTÉ) är ett statligt radio/TV-bolag med oberoende ställning och är motsvarigheten till Sveriges Radio och Sveriges Television. RTÉ hade fram till 1988 monopol på radio- och TV-sändningar då privat radio och TV tilläts. RTÉ äger än idag den större delen av all radio på Irland. Verksamheten är ett public service-företag och finansieras både med reklamintäkter och licensmedel. Irland har 5 nationella radiostationer: RTÉ Radio 1, RTÉ lyric fm, RTÉ 2fm, och RTÉ Raidió na Gaeltachta är drivna av RTÉ.
RTÉ Radio 1 är den huvudsakliga radiokanalen av Irländska public service-företaget Raidió Teilifís Éireann, och är den största, mest lyssnade på radion på Irland, då den är den enda radiostationen på Irland med över en miljon lyssnare varje vecka.

## Yttrandefrihet
Enligt Reportrar utan gränser ligger Irland på nionde plats i världen när det gäller pressfrihet. Landet präglas dock av strikta lagar om förtal, vilket sätter en gräns för vad som får sägas och skrivas.
Freedom House rankar Irland som fritt och enligt undersökningar, där en så lågt poäng som möjligt är bäst, är den politiska miljön i landet 6/40, den ekonomiska miljön är 6/30. Landets pressfrihetspoäng är 17/100 vilket sätter landet högt upp på pressfrihetslistan. Media i Irland är fri att bilda och driva, och man ska i allmänhet inte utsättas för påtryckningar. Men hädelse är fortfarande ett brott och hög koncentration av ägarskap påverkar negativt mångfald och konkurrenskraft i sektorn.
I Irland har den statliga censurmyndigheten rätt att granska böcker och tidningar, vilket har väckt stark kritik. Senast en publikation förbjöds var 2003.[källa behövs]
2010 trädde en ny lag i kraft som sa att de som bestraffas för hädelse kan få betala en böter på upp till 25 000 euro vilket också har väckt kritik från pressfrihetsorganisationen Reportrar utan gränser. 2011 tillträdde en ny regering som lovade att avskaffa denna lag men hösten 2012 hade detta inte skett.[källa behövs]